# Jean de Lamouilly
Jean de Lamouilly (auch John de la Moiliere oder John Lamulher) († nach 17. Juni 1317) war ein französischer Militär.

## Herkunft und Dienst als Militär der englischen Krone
Über Jean de Lamouilly ist nur wenig bekannt. Er stammte aus dem Dorf Lamouilly, das nördlich von Stenay im damaligen Grenzraum zwischen Frankreich und dem Römisch-Deutschen Reich liegt. Vor Ende 1299 trat Lamouilly als Schildknappe in den Dienst des englischen Königs Eduard I. In den nächsten Jahren gehörte er während des Schottischen Unabhängigkeitskriegs verschiedenen englischen Garnisonen in Schottland und Nordengland an. Dabei dienten auch seine Verwandten Henry, Reginald und Warner de Lamouilly sowie mindestens neun weitere Männer, die dem Namen nach aus der Region um Stenay kamen, mit ihm. Bei der Belagerung von Stirling Castle im Frühjahr 1304 diente Lamouilly als Feuerwerker. Unter seiner Leitung schleuderten die Katapulte nicht nur Steine, sondern auch Tontöpfe mit einer explosiven Mischung aus Baumwolle, Schwefel und Salpeter auf die Burg, wo sie die Gebäude in Brand setzten. Dies gilt als einer der ersten Einsätze von Schießpulver auf den britischen Inseln. Nach der Eroberung von Stirling Castle diente Lamouilly weiter in Schottland. Im Juni 1312 gehörte er noch der Garnison von Berwick an, dies ist sein letzter Nachweis in England. Zu einem unbekannten Zeitpunkt danach muss er nach Frankreich oder Burgund zurückgekehrt sein. Offenbar war die Krone mit seinen Soldzahlungen erheblich im Rückstand, denn er erhielt noch bis mindestens 1316 Sold.

## Entführung des Earl of Pembroke
Vor Mai 1317 nahm Lamouilly bei Étampes südlich von Paris den englischen Magnaten Aymer de Valence, 2. Earl of Pembroke und dessen Begleiter gefangen. Pembroke war als Gesandter des englischen Königs Eduard II. auf der Reise von Avignon zurück nach England. Lamouilly brachte seine Gefangenen zu einem Ort in der Grafschaft Bar. Nachdem sich Pembroke bereit erklärt hatte, das geforderte Lösegeld von £ 10.400 zu zahlen, kam er vor dem 17. Juni wieder frei. Er musste aber eine Anzahlung von £ 2500 leisten, die er mit Hilfe von Antonio Pessagno, einem Bankier des englischen Königs, aufbrachte. Seine Begleiter, darunter seinen unehelichen Sohn Henry, musste er als Geiseln zurücklassen. Pembroke war ein reicher Magnat und einer der engsten Berater des englischen Königs. Seine Gefangenschaft führte sogar dazu, dass der König einen geplanten Feldzug nach Schottland verschob. Dennoch musste sich Pembroke hoch verschulden, um das restliche Lösegeld aufzubringen und um die Geiseln frei zu bekommen. Er verfügte über etwa £ 3000 jährliche Einkünfte, doch bis zu seinem Tod 1324 konnte er die Schulden nicht vollständig zurückzahlen, so dass sie noch seine Witwe übernehmen musste. Sein Vasall Constantine de Mortimer kam erst kurz vor Pembrokes Tod frei.
Lamouilly hatte durch seine spärlichen Soldzahlungen ein Motiv und auch die Gelegenheit, um sich mit der Gefangennahme Pembrokes am englischen König zu revanchieren. Dennoch bleibt es rätselhaft, wie er anscheinend straflos ein derart hohes Lösegeld fordern und erhalten konnte. Ein Grund hierfür ist sicher die ungeklärte politische Lage in der Region nach dem Tod des französischen Philipp V. Dazu hatte Lamouilly offenbar enge Kontakte zu Graf Eduard von Bar. Die Grafen von Bar hatten zu dieser Zeit gute Verbindungen zu England, denn Graf Eduard war ein Sohn der englischen Königstochter Eleonore. Sein Onkel Jean de Bar stand ab 1299, fast gleichzeitig mit Lamouilly, in englischen Diensten. Graf Eduards Schwester Jeanne hatte den englischen Magnaten John de Warenne geheiratet. Ab 1313 wollte jedoch Warenne die Ehe annullieren lassen. Der englische König Eduard II. lehnte die Aufhebung der Ehe seiner Nichte zunächst ab, gab aber schließlich nach, worauf Jeanne de Bar im August 1316 zu ihrem Bruder zurückkehrte. Damit hatte auch der Graf von Bar Grund genug, um dem englischen König zu zürnen. Möglicherweise hatte Pembroke bei seiner Reise zum Papsthof nach Avignon versucht, die offizielle Aufhebung der Ehe zu erreichen. Es gibt aber keine Belege, dass der Graf von Bar die Entführung direkt veranlasst hat. Sie war aber sicher eine willkommene Gelegenheit für ihn, um sich am englischen König zu rächen, so dass er Lamouillys Aktion billigte. Der englische König hatte wohl die Bedeutung des Grafen in dem Fall erkannt. Am 10. Mai 1317 hatte er Briefe an Graf Eduard und an 26 weitere hochrangige Adlige in Frankreich geschickt und sie gebeten, sich für die Freilassung von Pembroke einzusetzen. Viele dieser Adligen hatten erheblichen Einfluss auf den Grafen von Bar.